# Eldar (Warhammer 40,000)
Les Aeldari, aussi appelés « Eldars » sont l’une des races du monde imaginaire de Warhammer 40,000.
À première vue, les Eldars ont une ressemblance avec les humains, leur race semble plus forte que les autres races extra-terrestres de Warhammer 40,000. La plupart des Eldars ont un minimum de pouvoirs psychiques. Ils sont naturellement dotés d'agilité et de vitesse. Les grands prophètes Eldar usent de leur pouvoir de divination pour percevoir les meilleures chances de survie de leur race,.
Les Eldars étaient la race la plus puissante de la galaxie jusqu'à plusieurs siècles avant la naissance des humains. Ivres de puissance et d'orgueil, ils se vautrèrent dans les excès et la luxure. Leurs sentiments exacerbés provoquèrent des tourbillons et des remous dans la dimension parallèle du Warp, donnant progressivement naissance à une entité appelée Slaanesh, le dieu des plaisirs. L'événement, appelé « La Chute », a entraîné la disparition de la grande majorité de l'espèce.
Depuis la Chute, ce qui resta des Aeldari s'est divisé en plusieurs sous-factions:
- Les Asuryani, qui vivent dans d'immenses vaisseaux-mondes et cherchent à repousser Slaanesh par un mode de vie ascétique, la Voie de l'Eldar[8].
- Les Exodites, qui ont choisi un mode de vie rural et préindustriel[8].
- Les Anhrathe, des Corsaires Eldars menant une vie de piraterie et d'aventures, généralement pour échapper à l'ascétisme des Asunryani[8].
- Les Rillietann, plus communément appelés Harlequins, sont les serviteurs du Dieu Moquer Cegorach[8].
- Les Drukhari, mieux connus comme les Eldars Noirs[9], qui veulent tenir Slaanesh à distance non par l'ascétisme, mais par la débauche et la torture, l'idée étant que plus ils sombreront dans l'excès, plus Slaanesh sera incité à les garder en vie pour profiter de leurs talents.
- Les Ynnari, qui veulent ressusciter le Dieu de la Mort Ynnead afin d'accomplir une prophétie prédisant sa victoire contre Slaanesh[8].